# Joe Bocan
Pour les articles homonymes, voir Beauchamp et Bocan.
Johanne Beauchamp, dite Joe Bocan, née le 8 septembre 1957, est une chanteuse et actrice québécoise.

## Biographie
Joe Bocan a commencé sa carrière comme comédienne. Classée deuxième au Festival international de la chanson de Granby en 1983, elle se produit sur scène dans un spectacle remarqué en 1985. Sa performance lui mérite le premier de ses trois Félix en 1986.
Joe Bocan lance six albums entre 1988 et 2012, remporte un Félix pour le meilleur spectacle rock en 1989, puis rafle les grands honneurs l'année suivante, avec le prix de l'interprète féminine de l'année. Elle coproduit tous ses albums et spectacles. Son plus grand succès est sans contredit la chanson Repartir à zéro, mais elle connaît aussi beaucoup de succès avec les titres suivants : Les femmes voilées, Déranger, Paradoxale, On parle des yeux, Apocalypso, L'amour extrême, Maude et Un pays, deux étrangers.
Dans les années 2000, elle est professeur de théâtre à l'École des Arts de la Scène de Joliette et fait un retour sur la scène musicale en 2013 avec un nouvel album, La Loupe.
En 2017, elle se lance en politique municipale, en briguant un poste de conseiller municipal dans la ville de Sainte-Marcelline-de-Kildare, où elle réside.

## Filmographie
- 1983 - 1988 : Minibus (Émission jeunesse)
- 1987 : La Guerre oubliée de Richard Boutet
- 1989 : Piège infernal (Télésérie) : Lyne Chabrol
- 1989 : La Misère des riches (Télésérie)
- 1991 : La Misère des riches II (Télésérie)
- 1994 : Meurtre en musique : Ève Fugeres
- 1996 : L'Homme idéal : Rebecca
- 2001 : Ramdam (Émission jeunesse) : Josée Derome
- 2005 : Idole instantanée : Anaïs
- 2008 : C't'une Joke (série télévisée)
- 2011 : Duo (série télévisée)

2023 : Temps de Chien : Marie-Louise

## Discographie

### Albums studio
- 1988 - Joe Bocan (Les Disques Palmiers)
- 1991 - Les désordres (Les Disques Palmiers)
- 1994 - Le baiser (Disques Musi-Art)
- 2013 - La loupe (EDC Musique)
- 2015 - Dis-moi Joséphine (MP3 Disques)
- 2024 - Insoumise (Productions Martin Leclerc)

### Compilations
- 1998 - Regards (Disques Musi-Art)
- 2020 - Est-ce que tu m'aimes encore ? (Productions Martin Leclerc)

### Albums pour enfants
- 2001 - La Comtesse d'Harmonia fait le tour du monde (GSI Musique)
- 2012 - La Comtesse d'Harmonia pour faire danser la terre (Les Disques Palmiers)

### Extraits radios
- 1988 : Paradoxale
- 1989 : On parle des yeux
- 1989 : Repartir à zéro
- 1989 : Vaudou
- 1990 : Déranger
- 1990 : Les femmes voilées
- 1991 : Apocalypso
- 1991 : Maude
- 1992 : L'amour extrême
- 1992 : Déserteur
- 1993 : Et s'il était trop tard
- 1995 : Le baiser
- 1995 : Un pays, deux étrangers
- 1995 : Touche-moi
- 2013 : Plus fort que nos désirs
- 2014 : Les désordres du cœur

## Prix et nominations

### Gala de l'ADISQ

#### artistique
| Année | Catégorie                                        | Pour                                                                      | Résultat   |
| ----- | ------------------------------------------------ | ------------------------------------------------------------------------- | ---------- |
| 1986  | interprète féminine de l'année                   | Joe Bocan                                                                 | nomination |
| 1986  | spectacle de l'année - musique et chansons pop   | Paradoxale                                                                | lauréat    |
| 1989  | chanson populaire de l'année                     | Repartir à zéro                                                           | nomination |
| 1989  | interprète féminine de l'année                   | Joe Bocan                                                                 | nomination |
| 1989  | microsillon de l'année - pop/rock                | Joe Bocan                                                                 | nomination |
| 1989  | premier disque                                   | Joe Bocan                                                                 | nomination |
| 1989  | spectacle de l'année - pop/rock                  | Vos plaisirs et le mal                                                    | lauréat    |
| 1990  | interprète féminine de l'année                   | Joe Bocan                                                                 | lauréat    |
| 1992  | auteur ou compositeur de l'année                 | Joe Bocan                                                                 | nomination |
| 1992  | chanson populaire de l'année                     | Maude                                                                     | nomination |
| 1992  | interprète féminine de l'année                   | Joe Bocan                                                                 | nomination |
| 1992  | vidéoclip de l'année                             | Maude                                                                     | nomination |
| 1993  | spectacle de l'année - interprète                | Les cahiers secrets                                                       | nomination |
| 1995  | chanson populaire de l'année                     | Un pays, deux étrangers                                                   | nomination |
| 2002  | album de l'année - jeunesse                      | La comtesse d'Harmonia fait le tour du monde                              | nomination |
| 2012  | album de l'année - jeunesse                      | La comtesse d'Harmonia - Pour faire danser la terre                       | nomination |
| 2022  | spectacle de l'année - variétés/réinterprétation | Pour une histoire d'un soir (avec Marie Carmen et Marie Denise Pelletier) | lauréat    |

#### industriel
| Année | Catégorie                   | Pour                                            | Résultat   |
| ----- | --------------------------- | ----------------------------------------------- | ---------- |
| 1993  | metteur en scène de l'année | Joe Bocan pour Les cahiers secrets de Joe Bocan | nomination |

### Autres
- 1990 : Grand Prix Radio-Mutuel de la chanson québécoise